# وسام الحرية (أوكرانيا)
وسام الحرية (بالأوكرانية: орден Свободи)‏ هو شرف أوكرانيا. تم وضع الأمر في 10 أبريل 2008 من قبل البرلمان الأوكراني لتكريم المزايا الخاصة للمواطنين لتعزيز سيادة واستقلال أوكرانيا، وتوطيد المجتمع الأوكراني، وتطوير الديمقراطية، ودفع الإصلاحات الاجتماعية والاقتصادية والسياسية، والدعوة إلى الدستور. حقوق وحريات الإنسان والمواطن.

## تاريخ الجائزة
في 18 أغسطس 2005، قرر الرئيس يوشينكو المرسوم رقم 1177/2005 دعم اقتراح لجنة جوائز الدولة وشعار النبالة لتأسيس وسام الحرية للاحتفال بالمزايا الخاصة للمواطنين في إرساء سيادة أوكرانيا واستقلالها وتطوير الديمقراطية؛ كما تم دعم إنشاء ميدالية «من أجل إنقاذ الأرواح». صدرت تعليمات إلى لجنة جوائز الدولة وشعارات النبالة لإجراء مسابقة لجميع الأوكرانيين لتطوير تصاميم لوسام الحرية وميدالية الحياة المحفوظة في غضون ثلاثة أشهر وتقديم مشروع قانون لتعديل قانون أوكرانيا «بشأن جوائز الدولة الأوكرانية» بناء على نتائجه.
في 10 أبريل 2008، اعتمد البرلمان الأوكراني قانون أوكرانيا № 258-VI "بشأن التعديلات على قانون أوكرانيا" بشأن جوائز الدولة لأوكرانيا "، الذي أنشأ جوائز الدولة الجديدة لأوكرانيا - وسام الحرية ووسام الحياة المحفوظة.
في 20 مايو 2008، وافق مرسوم رئيس أوكرانيا فيكتور يوشينكو 460/2008 على قانون النظام الأساسي، والذي يتضمن وصفًا لشارة الأمر.
في 29 سبتمبر 2008، أصبح الملك كارل السادس عشر غوستاف ملك السويد أول فارس.

## النظام الأساسي للنظام
- يجوز منح وسام الحرية لمواطني أوكرانيا والأجانب وعديمي الجنسية.
- يتم منح وسام الحرية بمرسوم صادر عن رئيس أوكرانيا.
- لا يتم منح وسام الحرية للمرة الثانية.
- يجوز منح وسام الحرية بعد وفاته.
- حصل على وسام الحرية يسمى فارس من وسام الحرية.
- يتم التقديم لمنح وسام الحرية وتقديم هذه الجائزة وفقًا لإجراءات التقديم للجائزة وتقديم جوائز الدولة في أوكرانيا.[2]
- يُمنح الشخص الذي حصل على وسام الحرية وسام النظام وكتاب ترتيب للنمط المعمول به.

## وصف وسام الحرية
علامة وسام الحرية مصنوعة من الفضة المذهبة ولها شكل صليب متساوي الأضلاع مع جوانب متباعدة. جوانب الصليب مغطاة بالمينا البيضاء ومزينة بأربعة مستطيلات من بلورات سواروفسكي الاصطناعية. يوجد في وسط الصليب ميدالية دائرية من المينا باللون الأزرق مع صورة ذهبية لإشارة الولاية الأميرية لفلاديمير الكبير، وهي محاطة بإكليل من الغار. يحد الرصيعة شريط زخرفي مزدوج. جوانب زوايا الصليب مؤطرة بزخارف نباتية منمنمة. جميع الصور منقوشة.
الجانب العكسي لعلامة الطلب مسطح مع الرقم المحفور للعلامة.
حجم الشارة بين الطرفين المتقابلين للصليب 54 مم.
يرتبط شعار الأمر بشريط مزخرف عن طريق حلقة بأذن، والتي هي أساس الشريط الذي يرتدي فيه شارة النظام على الرقبة. يتم ارتداء وسام الحرية على رباط العنق، وإذا كان الفائز لديه أوامر أخرى من أوكرانيا، والتي يتم ارتداؤها على رباط العنق، توضع فوقها.
الحزام مصنوع من نفس المعدن مثل شارة النظام. شريط تموج في النسيج من الحرير الأبيض مع خطوط طولية - في منتصف اللونين الأزرق والأصفر العريض، تحده الحواف خطوط ضيقة من الأصفر والأزرق، على التوالي، وعلى حواف الشريط بشرائط ضيقة من اللون البرتقالي. يبلغ عرض الشريط 28 مم، وعرض الشرائط العريضة باللونين الأزرق والأصفر - 6 مم لكل منهما، وشرائط ضيقة من الأصفر والأزرق، وكذلك شرائح برتقالية - 2 مم لكل منهما.

## المستلمون
منذ إنشاء وسام الحرية، كان هناك 66 مستلمًا للزخرفة. المستلم الأول هو كارل السادس عشر جوستاف من السويد.